# Tianjin Airlines
A Tianjin Airlines é uma companhia aérea da China.

## Frota

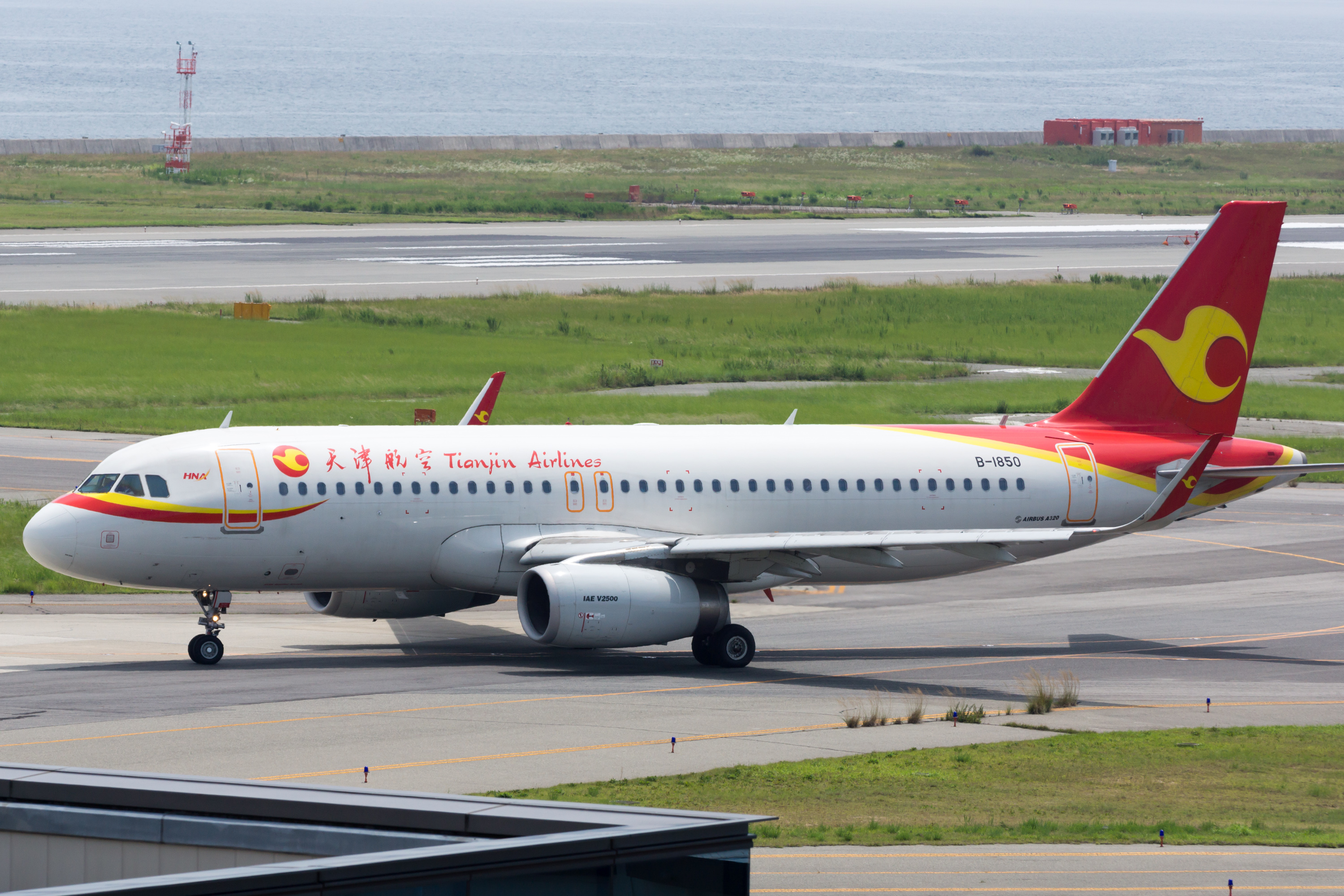
Airbus A320 da Taijin Airlines.

Em fevereiro de 2017.
- 23 Airbus A320-200
- 2 Airbus A330-200
- 18 Embraer ERJ-145
- 40 Embraer ERJ-190
- 10 Embraer ERJ-195